# Gustav Bauer (Mathematiker)
Gustav Conrad Bauer (* 18. November 1820 in Augsburg; † 3. April 1906 in München) war ein deutscher Mathematiker und Hochschullehrer.

## Leben

### Familie und Ausbildung
Gustav Bauer, Sohn des aus Hoheneck bei Ludwigsburg stammenden Kaufmanns Conrad Michael Bauer sowie der Luise Euphrosyne geborene Graberg, legte 1837 sein Abitur  am Gymnasium St. Anna ab. Er wandte sich in direkter Folge dem Studium der Mathematik an der Polytechnischen Schule Augsburg sowie an den Universitäten Erlangen, Wien und Berlin, bei Peter Gustav Lejeune Dirichlet, zu. 1842 erfolgte in Erlangen seine Promotion zum Dr. rer. nat. mit der Schrift Von der Theorie der Wärme. Gustav Bauer setzte im Anschluss bis 1843 sein Studium in Paris unter anderem bei Joseph Liouville fort.
Gustav Bauer heiratete 1862 Amalie, die Tochter des Archivrats sowie Honorarprofessors Nathanael von Schlichtegroll. Aus dieser Ehe entstammten zwei Töchter und der Sohn Gustav junior.

### Beruflicher Werdegang
Nachdem Bauer sich nach dem Studienabschluss vergebens um eine Anstellung im Schuldienst beworben hatte, war er von 1845 bis 1853 als Erzieher im Haus des Fürsten Ghica im heutigen Rumänien angestellt. 1857 verbrachte Bauer drei Monate in England, nach seiner Rückkehr habilitierte er sich als Privatdozent für das Fach Mathematik an der Ludwig-Maximilians-Universität München, dort wurde er 1865 zum außerordentlichen, 1869 zum ordentlichen Professor befördert, 1900 wurde er bei gleichzeitiger Ernennung zum Geheimrat emeritiert.
Der 1871 als ordentliches Mitglied in die Bayerische Akademie der Wissenschaften Aufgenommene befasste sich insbesondere mit geometrischen Problemen, Kugelfunktionen, der Gammafunktion sowie Kettenbrüchen. Bauersche Kegelschnitte sind nach ihm benannt. Im Jahr 1884 wurde er zum Mitglied der Leopoldina gewählt.

## Grabstätte

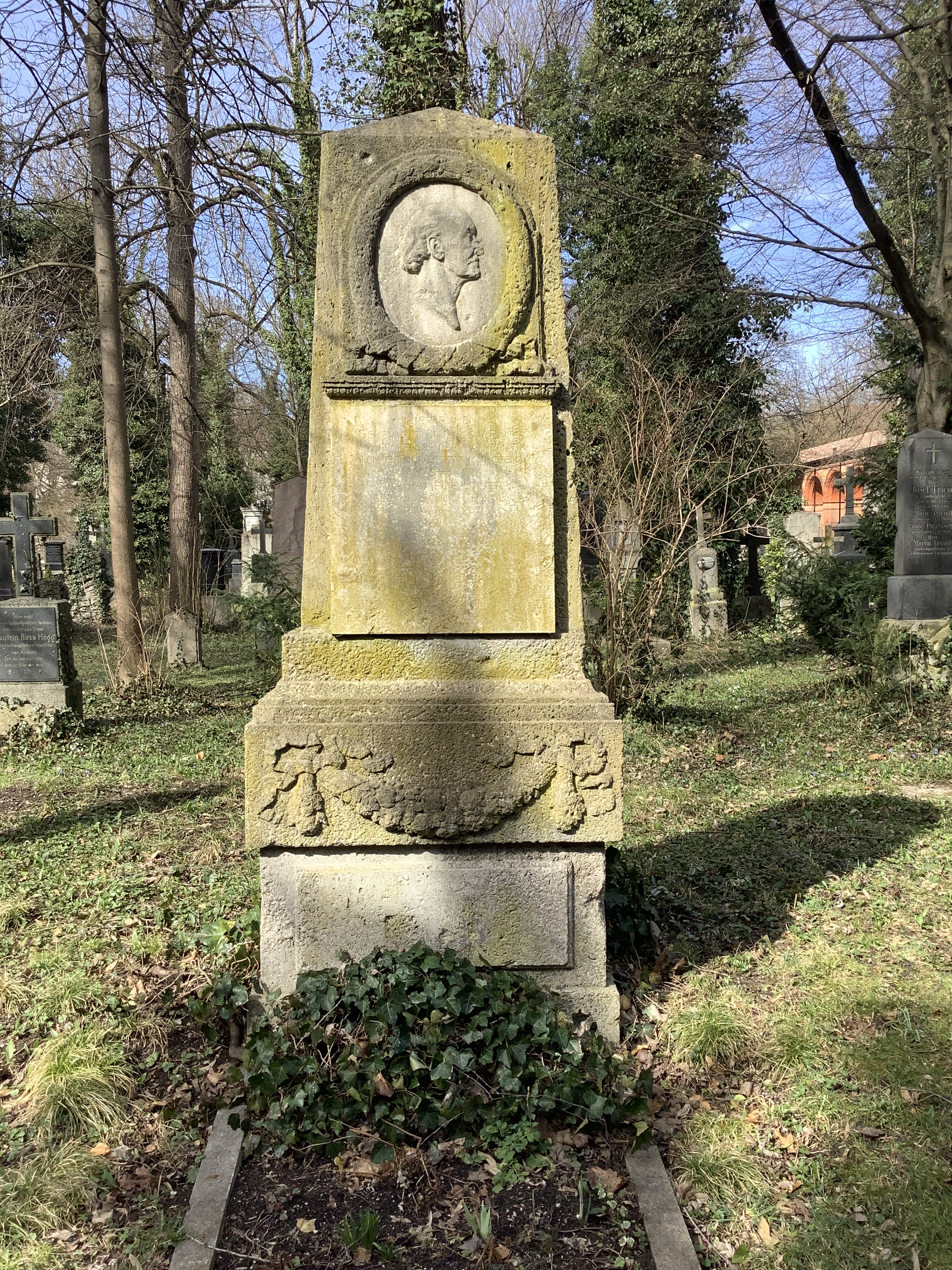
Grab von Gustav Bauer auf dem Alten Südlichen Friedhof in München

Gustav Bauer starb 1906 im Alter von 85 Jahren in München. Die Grabstätte von Gustav Bauer befindet sich auf dem Alten Südlichen Friedhof in München (Gräberfeld 27 – Reihe 1 – Platz 14/15) Standort.

## Publikationen
- Von den Integralen gewisser Differential-Gleichungen, welche in der Theorie der Anziehung vorkommen. s. n., München 1857, (Digitalisat).
- Ueber das Pascal’sche Theorem. In: Denkschriften der Bayerischen Akademie der Wissenschaften. Band 40 = Abhandlungen der mathematisch-physikalischen Classe der Königlich Bayerischen Akademie der Wissenschaften. Band 11, Abtheilung 3, 1874, S. 109–139.
- Gedächtnissrede auf Otto Hesse. Gehalten in der öffentlichen Sitzung der k. b. Akademie der Wissenschaften zu München zur Feier ihres einhundert und dreiundzwanzigsten Stiftungstages am 28. März 1882. Verlag der k. b. Akademie, München 1882, (Digitalisat).
- Von der Hesse’schen Determinante der Hesse’schen Fläche einer Fläche dritter Ordnung. In: Denkschriften der Bayerischen Akademie der Wissenschaften. Band 50 = Abhandlungen der mathematisch-physikalischen Classe der Königlich Bayerischen Akademie der Wissenschaften. Band 14, Abtheilung 3, 1883, S. 77–110.
- Ueber die Darstellung binärer Formen als Potenzsummen und insbesondere einer Form vom Grade 2 {\displaystyle {\mathit {n}}} als eine Summe von {\displaystyle ^{\mathit {n}}} + {\displaystyle ^{1}} Potenzen. In: Sitzungsberichte der mathematisch-physikalischen Classe der k. b. Akademie der Wissenschaften. Band 22, 1892, S. 3–20.
- Erinnerungen aus meinen Studienjahren, insbesondere mit Rücksicht auf die Entwickelung der Mathematik in jener Zeit. Fest-Vortrag zum XVI. Stiftungs-Feste am 7. Juli 1893 (= Beilage zum XXXII. Semester-Bericht des Mathematischen Vereins München.). Wolf, München 1893.
- Vorlesungen über Algebra. B. G. Teubner, Leipzig 1903.